# Puchar EuroFloorball 2015
Puchar EuroFloorball 2015 – 9. edycja międzynarodowego turnieju, którego zwycięzca otrzymuje możliwość zagrania w Pucharze Mistrzów IFF, jest organizowany przez Międzynarodową Federację Unihokeja (IFF), trwał od 6 do 10 października 2015 roku w łotewskim mieście Kieś. Zwycięzcą wśród mężczyzn został norweski klub Greåker IBK, po wygranej 6:4 nad Łotyszami z Lekrings, natomiast wśród kobiet zwyciężyły Rosjanki z klubu Nauka MP, wygrywając 7:3 nad łotewskim klubem Rubene

W pucharze EFC zagrały również Polki z MMKS Podhale Nowy Targ, które zajęły 3 miejsce, jak dotąd najlepsze w historii polskich występów.

## Uczestnicy
| Kobiety - Rubene *† - FK Kekava † - MMKS Podhale Nowy Targ * - Nauka MP * - MFBC Grimma * - CDE El Valle * | Mężczyźni - Greåker IBK * - Lekrings *† - Rubene † - Nizhegorodets * - TTÜ SK * - IFK Paris * |

* - aktualni mistrzowie w swoim kraju

† - gospodarze turnieju 

## Kobiety

### Faza grupowa

#### Grupa A
| Lp. | Zespół      | M | Z | R | P | G+ | G- | +/- | Pkt |
| --- | ----------- | - | - | - | - | -- | -- | --- | --- |
| 1   | Nauka MP    | 2 | 2 | 0 | 0 | 24 | 0  | +24 | 6   |
| 2   | FK Kekava   | 2 | 1 | 0 | 1 | 5  | 16 | -11 | 2   |
| 3   | MFBC Grimma | 2 | 0 | 0 | 2 | 4  | 17 | -13 | 1   |

      = awans do półfinałów       = mecz o 5. miejsce 

#### Grupa B
| Lp. | Zespół                 | M | Z | R | P | G+ | G- | +/- | Pkt |
| --- | ---------------------- | - | - | - | - | -- | -- | --- | --- |
| 1   | Rubene                 | 2 | 2 | 0 | 0 | 13 | 3  | +10 | 6   |
| 2   | MMKS Podhale Nowy Targ | 2 | 1 | 0 | 1 | 16 | 6  | +6  | 3   |
| 3   | CDE El Valle           | 2 | 0 | 0 | 2 | 2  | 22 | -20 | 0   |

      = awans do półfinałów       = mecz o 5. miejsce 

### Faza pucharowa
|  | Półfinały                  | Półfinały                  |   |                             | Finał                       | Finał |  |
|  |                            |                            |   |                             |                             |       |  |
|  | 9 października 2015 - Kieś |                            |   |                             |                             |       |  |
|  | Nauka MP                   | 5                          |   |                             |                             |       |  |
|  | MMKS Podhale               | 4                          |   |                             |                             |       |  |
|  |                            |                            |   |                             |                             |       |  |
|  |                            |                            |   |                             | 10 października 2015 - Kieś |       |  |
|  |                            |                            |   |                             | Nauka MP                    | 7     |  |
|  |                            | Rubene                     | 3 |                             |                             |       |  |
|  |                            |                            |   |                             |                             |       |  |
|  |                            |                            |   |                             |                             |       |  |
|  |                            |                            |   |                             | 5. miejsce                  |       |  |
|  | 9 października 2015 - Kieś | 9 października 2015 - Kieś |   | 10 października 2015 - Kieś | 10 października 2015 - Kieś |       |  |
|  | Rubene                     | 5                          |   | MFBC Grimma                 | 3                           |       |  |
|  | FK Kekava                  | 4                          |   |                             | CDE El Valle                | 0     |  |

#### Półfinały
| 9 października 2015 | Nauka MP | 5 - 4 | MMKS Podhale Nowy Targ | Kieś, Łotwa |

| Szczegóły     | Szczegóły | Szczegóły     | Szczegóły | Szczegóły   |
| ------------- | --------- | ------------- | --------- | ----------- |
| Godzina: 9:00 |           | 4-1, 1-1, 1-2 |           | Widzów: 203 |

| 9 października 2015 | Rubene | 5 - 4 | FK Kekava | Kieś, Łotwa |

| Szczegóły      | Szczegóły | Szczegóły     | Szczegóły | Szczegóły  |
| -------------- | --------- | ------------- | --------- | ---------- |
| Godzina: 13:00 |           | 2-0, 3-3, 0-1 |           | Widzów: 93 |

#### mecz o 5.miejsce
| 10 października 2015 | MFBC Grimma | 3 - 0 | CDE El Valle | Kieś, Łotwa |

| Szczegóły     | Szczegóły | Szczegóły     | Szczegóły | Szczegóły  |
| ------------- | --------- | ------------- | --------- | ---------- |
| Godzina: 8:00 |           | 2-0, 0-0, 1-0 |           | Widzów: 86 |

#### Finał
| 10 października 2015 | Nauka MP | 7 - 3 | Rubene | Kieś, Łotwa |

| Szczegóły      | Szczegóły | Szczegóły     | Szczegóły | Szczegóły   |
| -------------- | --------- | ------------- | --------- | ----------- |
| Godzina: 15:00 |           | 2-1, 2-2, 3-0 |           | Widzów: 146 |

### Tabela końcowa
| Miejsce | Drużyna                |
| ------- | ---------------------- |
| złoto   | Nauka MP               |
| 2.      | Rubene                 |
| 3.      | MMKS Podhale Nowy Targ |
| 4.      | FK Kekava              |
| 5.      | MFBC Grimma            |
| 6.      | CDE El Valle           |

## Mężczyźni

### Faza grupowa

#### Grupa A
| Lp. | Zespół        | M | Z | R | P | G+ | G- | +/- | Pkt |
| --- | ------------- | - | - | - | - | -- | -- | --- | --- |
| 1   | Lekrings      | 2 | 2 | 0 | 0 | 18 | 7  | +11 | 6   |
| 2   | Nizhegorodets | 2 | 1 | 0 | 1 | 9  | 6  | +3  | 3   |
| 3   | IFK Paris     | 2 | 0 | 0 | 2 | 7  | 10 | -3  | 0   |

      = awans do półfinałów       = mecz o 5. miejsce 

#### Grupa B
| Lp. | Zespół      | M | Z | R | P | G+ | G- | +/- | Pkt |
| --- | ----------- | - | - | - | - | -- | -- | --- | --- |
| 1   | Greåker IBK | 2 | 2 | 0 | 0 | 11 | 9  | +2  | 6   |
| 2   | Rubene      | 2 | 1 | 0 | 1 | 8  | 7  | +1  | 3   |
| 3   | TTU SK      | 2 | 0 | 0 | 2 | 7  | 10 | -3  | 0   |

      = awans do półfinałów       = mecz o 5. miejsce 

### Faza pucharowa
|  | Półfinały                  | Półfinały                  |   |                             | Finał                       | Finał |  |
|  |                            |                            |   |                             |                             |       |  |
|  | 9 października 2015 - Kieś |                            |   |                             |                             |       |  |
|  | Greåker IBK                | 9                          |   |                             |                             |       |  |
|  | Nizhegorodets              | 4                          |   |                             |                             |       |  |
|  |                            |                            |   |                             |                             |       |  |
|  |                            |                            |   |                             | 10 października 2015 - Kieś |       |  |
|  |                            |                            |   |                             | Lekrings                    | 4     |  |
|  |                            | Greåker IBK                | 6 |                             |                             |       |  |
|  |                            |                            |   |                             |                             |       |  |
|  |                            |                            |   |                             |                             |       |  |
|  |                            |                            |   |                             | 5. miejsce                  |       |  |
|  | 9 października 2015 - Kieś | 9 października 2015 - Kieś |   | 10 października 2015 - Kieś | 10 października 2015 - Kieś |       |  |
|  | Lekrings                   | 5d.                        |   | IFK Paris                   | 0                           |       |  |
|  | Rubene                     | 4                          |   |                             | TTU SK                      | 7     |  |

#### Półfinały
| 9 października 2015 | Greåker IBK | 9 - 4 | Nizhegorodets | Kieś, Łotwa |

| Szczegóły      | Szczegóły | Szczegóły     | Szczegóły | Szczegóły   |
| -------------- | --------- | ------------- | --------- | ----------- |
| Godzina: 15:00 |           | 2-2, 3-0, 4-2 |           | Widzów: 159 |

| 9 października 2015 | Lekrings | 5 - 4d. | Rubene | Kieś, Łotwa |

| Szczegóły      | Szczegóły | Szczegóły          | Szczegóły | Szczegóły   |
| -------------- | --------- | ------------------ | --------- | ----------- |
| Godzina: 18:00 |           | 1-2, 1-1, 2-1, 1-0 |           | Widzów: 713 |

#### mecz o 5.miejsce
| 10 października 2015 | IFK Paris | 0 - 7 | TTÜ SK | Kieś, Łotwa |

| Szczegóły      | Szczegóły | Szczegóły     | Szczegóły | Szczegóły   |
| -------------- | --------- | ------------- | --------- | ----------- |
| Godzina: 11:00 |           | 0-2, 0-1, 0-4 |           | Widzów: 113 |

#### Finał
| 10 października 2015 | Lekrings | 4 - 6 | Greåker IBK | Kieś, Łotwa |

| Szczegóły      | Szczegóły | Szczegóły     | Szczegóły | Szczegóły    |
| -------------- | --------- | ------------- | --------- | ------------ |
| Godzina: 17:00 |           | 2-2, 0-0, 0-4 |           | Widzów: 1092 |

### Tabela końcowa
| Miejsce | Drużyna      |
| ------- | ------------ |
| złoto   | Greåker IBK  |
| 2.      | Lekrings     |
| 3.      | Nizhegorodet |
| 4.      | Rubene       |
| 5.      | TTÜ SK       |
| 6.      | IFK Paris    |